# هراند نازاریانتس
هراند نازاریانتس (ارمنی: Հրանտ Նազարեանց انگلیسی: Hrand Nazariantz؛ ۸ ژانویهٔ ۱۸۸۶ – ۲۵ ژانویهٔ ۱۹۶۲) روزنامه‌نگار، شاعر، آموزگار ارمنی‌تبار اهل امپراتوری عثمانی بود.